# Крук Євген Васильович
Крук Євген Васильович (нар. 23 серпня 1982, Київ) — суддя Вищого антикорупційного суду України, з 7 травня 2019 року по 6 травня 2022 року — заступник голови цього суду.

## Біографія
Освіту здобув у Київському національному університеті ім. Т. Шевченка (магістр права за спеціальністю міжнародне право).
Кар'єру розпочав помічником судді Шевченківського районного суду міста Києва (2003—2005).
У 2006 році став адвокатом. Згодом працював в адвокатському об'єднанні «Солдатенко, Ситнюк та Партнери» та юрисконсультом за сумісництвом у комерційних підприємствах.
26 серпня 2014 стосовно Євгена Крука як представника ПАТ «АБ „Експрес-Банк“» Апеляційним судом м. Києва виносилася окрема ухвала. В тексті судового рішення, зокрема, зазначено:
В судовому засіданні представник … в порушення вимог ЦПК подав заяву про роз'яснення ухвали… На зауваження головуючого суді, що такі заяви подаються через канцелярію і підлягають реєстрації не реагував, вимагаючи від суду пояснень. В подальшому такої заяви через канцелярію останнім не було подано.

…Усвідомлюючи, що копія ухвали видається поза судовим засіданням, подав завчасно виготовлену на бланку ПАТ «Акціонерний банк „Експрес-Банк“» заяву некоректного змісту по відношенню до суду…

Представнику в судовому засіданні виносились зауваження щодо некоректної поведінки в судовому засіданні.

…Порушуючи права та обов'язки особи, що бере участь у справі … та порядок під час судового засідання, не виконуючи розпоряджень головуючого у справі, навіть після застосування до нього попередження … продовжував вимагати від колегії суддів пояснень.
Окрема ухвала була залишена без змін судом касаційної інстанції.
У 2015/2016 роках був членом наглядової ради ПАТ «АБ „Експрес-Банк“», що наступного року злився з Індустріалбанком.
11 квітня 2019 року після майже піврічного конкурсу призначений до першого складу Вищого антикорупційного суду.
7 травня на перших організаційних зборах Вищого антикорупційного суду обраний заступником голови. Кандидатуру Крука підтримали 22 судді з 38. (За Віктора Маслова віддали голоси 12 суддів, ще 4 не підтримали жодного).
Брат Олександр працював директором департаменту в Міністерстві енергетики та вугільної промисловості, станом на 2018 рік — директор департаменту в Таскомбанку.
Вільно володіє англійською та німецькою мовою.